# Nhà tù İmralı
Nhà tù İmralı là một nhà tù an ninh cao cấp Loại F trên đảo İmralı ở Biển Marmara, Thổ Nhĩ Kỳ. Nhà tù hiện được sử dụng làm nơi giam giữ một số tù nhân của Đảng Công nhân Kurdistan (PKK) và một tù nhân của Đảng Cộng sản Thổ Nhĩ Kỳ/Chủ nghĩa Marx – Lenin (CKP/ML). Khuôn viên nhà tù được quân đội canh gác và được giám sát qua hình ảnh vệ tinh từ không gian.

## Vị trí
Nhà tù nằm trên đảo İmralı ở Biển Marmara, phía nam Istanbul. Có thể đến đảo bằng thuyền từ Mudanya ở bờ phía nam của Biển Marmara.

## Lịch sử
Nhà tù được thành lập vào năm 1935 như một nhà tù nửa công khai và là nhân chứng của một số khoảnh khắc đáng nhớ trong lịch sử Thổ Nhĩ Kỳ. Sau cuộc đảo chính quân sự Thổ Nhĩ Kỳ năm 1960, cựu Thủ tướng Adnan Menderes bị tống giam trên đảo. Sau khi tuyên án tử hình tại phiên tòa Yassiada, cựu Ngoại trưởng Fatin Rüştü Zorlu và cựu Bộ trưởng Tài chính Hasan Polatkan đều bị treo cổ vào ngày 15 tháng 9 năm 1961 trên đảo Yassiada trong khi Menderes bị treo cổ hai ngày sau đó. Sau tháng 2 năm 1999, lãnh đạo Đảng Công nhân Kurdistan (PKK) Abdullah Öcalan bị bắt, hòn đảo bị bỏ trống và được đặt trong một khu quân sự. Vào tháng 11 năm 2009, một cơ sở giam giữ mới được khánh thành và Öcalan cùng năm tù nhân khác đến từ Thổ Nhĩ Kỳ đại lục được chuyển đến địa điểm gian giữ mới.

## Điều kiện giam giữ
Cho đến năm 1999, các tù nhân của nhà tù đã sản xuất xà phòng và một số được thuê làm người chăn nuôi gia súc. Sau khi bắt được Abdullah Öcalan vào tháng 2 năm 1999, gia súc cũng như các phạm nhân trong tù được chuyển đến đất liền để tạo không gian cho các nhân viên an ninh và Öcalan. Từ năm 1999 đến năm 2009, Öcalan là tù nhân duy nhất bị giam giữ tại nhà tù này. Vào tháng 11 năm 2009, có thêm năm tù nhân khác được chuyển đến giam giữ ở đây. Các điều kiện giam giữ đã được kiểm soát nhiều lần kể từ năm 1999 bởi Ủy ban Phòng chống Tra tấn. Các tù nhân được tiếp cận các cơ sở y tế trên đảo và có thể tương tác với nhau trong sáu giờ mỗi tuần.

## Vượt ngục
Billy Hayes, người bị bỏ tù vì buôn lậu nhựa cần sa từ Thổ Nhĩ Kỳ, đã trốn thoát khỏi hòn đảo vào năm 1975..
Năm 1997, một số người Chechnya bị giam cầm trên đảo cũng có cơ hội để trốn thoát.

## Trong văn hóa đại chúng
Việc Billy Hayes bị giam giữ và trốn thoát khỏi nhà tù İmralı được miêu tả trong bộ phim Midnight Express của Oliver Stone, dựa trên cuốn sách cùng tên của Hayes.
Trong bộ phim Yol của Yilmaz Güney, các tù nhân được nhìn thấy đang chuẩn bị cho chuyến thăm tại nhà.

## Tù nhân đáng chú ý
- Adnan Menderes, Thủ tướng Thổ Nhĩ Kỳ[6]
- Celâl Bayar, tổng thống Thổ Nhĩ Kỳ[14]
- Yılmaz Güney, đạo diễn phim người Kurd[15]
- Billy Hayes, tác giả của Midnight Express[12]
- Abdullah Öcalan